# 厦深铁路
厦深铁路是中国一条连接福建省厦门市与广东省深圳市的铁路，是杭福深客运专线的一部分，是中国铁路“四纵四横”铁路快速客运通道中的“一纵”中的一部份。厦深铁路全长502.4公里，设计时速、最高營運時速250公里，总投资约为417亿元人民币。以客运为主，兼顾货运，输送能力将达旅客列车120对/日，货运1200万吨/年。由中國铁道第二勘察设计院、第四勘察设计院设计。
福建段于2007年11月23日動工興建，广东段于2008年1月6日动工。全线於2013年12月28日建成通车。厦门到深圳全程票价一等票280元、二等票180元。2021年4月10日起，厦深铁路按照250km/h达速运行。
厦深铁路沿线经过厦门、漳州、潮州、汕头、揭阳、汕尾、惠州、深圳8个地级市。由于经济特区汕头城区被绕过了，故新建汕头站到潮汕站联络线。另外，除了汕头联络线之外，还将建设梅州联络线，即梅州到潮汕站高铁。

## 历史
- 2008年11月29日：螺河特大桥开工建设。[7]
- 2011年2月15日：长沙湾特大桥合龙。[8]
- 2009年12月30日：大南山隧道貫通。[9]
- 2012年5月11日：九龍江大橋合龍。[10][11]
- 2012年11月24日：位于漳州境内全长9888米的梁山隧道贯通。
- 2013年4月26日：此線福建段全線鋪軌完成，並與廣東段順利接軌。[12]
- 2013年3月：深圳新城站 （现：深圳坪山站）工程動工。
- 2013年10月4日：此線接觸網全線鋪好。[13][14]
- 2013年12月1日：全線開始空載試運營。[15]
- 2013年12月28日：全線正式通車營運。首日車票已於12月25日開始發售。[16]
- 2015年9月1日：開行深圳坪山城際動車組，目前每天共開16對列車。
- 2017年4月16日：開行潮汕站直達珠海的動車，全程約4小時，每天一班。
- 2018年9月23日：部分厦深铁路服务延长至香港西九龙站为首条往来杭福深至香港的高铁服务。
- 2021年4月10日：厦深铁路开始按时速250公里达速运行，厦门北至深圳北最短用时压缩至2.5小时[1]。

## 车站及接驳路线
| 车站名称   | 所在区域 | 所在区域 | 所在区域 | 启用日期       | 连接铁路                                      | 城市軌道交通換乘路線                      |
| ---------- | -------- | -------- | -------- | -------------- | --------------------------------------------- | ----------------------------------------- |
| 厦深铁路   |          |          |          |                |                                               |                                           |
| 厦门北站   | 福建省   | 厦门市   | 集美区   | 2010年4月26日  | 福厦铁路 龙厦铁路 福厦高铁                    | 厦门轨道交通1号线 厦门轨道交通4号线       |
| 角美站     | 福建省   | 漳州市   | 龙海区   | 2010年11月25日 | 鹰厦铁路 龙厦铁路                             |                                           |
| 漳州站     | 福建省   | 漳州市   | 龙海区   | 2012年6月30日  | 港尾铁路 龙厦铁路                             |                                           |
| 漳浦站     | 福建省   | 漳州市   | 漳浦县   | 2013年12月28日 |                                               |                                           |
| 云霄站     | 福建省   | 漳州市   | 云霄县   | 2013年12月28日 |                                               |                                           |
| 诏安站     | 福建省   | 漳州市   | 诏安县   | 2013年12月28日 |                                               |                                           |
| 饶平站     | 广东省   | 潮州市   | 饶平县   | 2013年12月28日 |                                               |                                           |
| 潮汕站     | 广东省   | 潮州市   | 潮安区   | 2013年12月28日 | 梅汕高铁                                      |                                           |
| 潮阳站     | 广东省   | 汕头市   | 潮阳区   | 2013年12月28日 |                                               |                                           |
| 普宁站     | 广东省   | 揭阳市   | 普宁市   | 2013年12月28日 |                                               |                                           |
| 葵潭站     | 广东省   | 揭阳市   | 惠来县   | 2013年12月28日 |                                               |                                           |
| 陆丰站     | 广东省   | 汕尾市   | 陆丰市   | 2013年12月28日 |                                               |                                           |
| 汕尾站     | 广东省   | 汕尾市   | 城区     | 2013年12月28日 | 广汕铁路 汕汕铁路                             |                                           |
| 鲘门站     | 广东省   | 汕尾市   | 海丰县   | 2013年12月28日 |                                               |                                           |
| 惠东南站   | 广东省   | 惠州市   | 惠东县   | 2013年12月28日 |                                               |                                           |
| 惠阳站     | 广东省   | 惠州市   | 惠阳区   | 2013年12月28日 |                                               | 深圳地铁14号线                            |
| 深圳坪山站 | 广东省   | 深圳市   | 坪山區   | 2013年12月28日 |                                               | 深圳地铁16号线 坪山云巴1号线              |
| 深圳北站   | 广东省   | 深圳市   | 龍華區   | 2011年12月26日 | 廣深港高速鐵路 赣深客运专线 深湛鐵路 深惠城際 | 深圳地铁4号线 深圳地铁5号线 深圳地铁6号线 |

## 使用列車

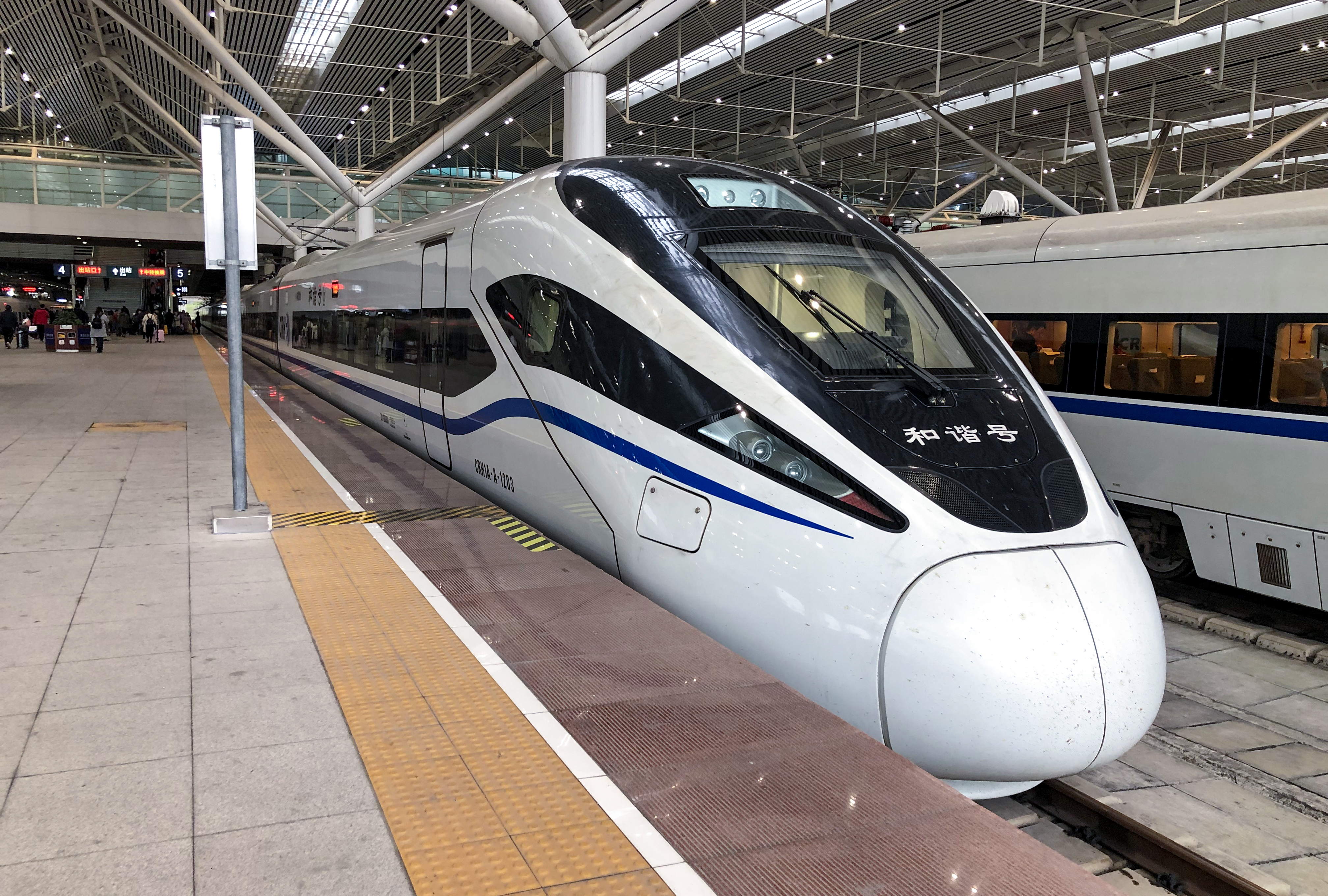
福州动车段CRH1A-A担当的D674次列车停靠在深圳北站

| 鐵路局     | 现用車体                                      |
| ---------- | --------------------------------------------- |
| 廣州局集團 | CRH1A-A、CRH380B、CR400AF-A                   |
| 南昌局集團 | CRH1A、CRH2A、CRH1A-A、CRH380A                |
| 上海局集團 | CRH1B、CRH1E、CRH2A、CRH2B、CRH380B、CR400BF} |
| 武汉局集團 | CRH2B                                         |

## 票价
厦深铁路开通时，当时实行的票价标准为2011年甬台温铁路列车追尾事故发生后所制定的标准，票价在原基础上下调5%左右，该标准直至2017年4月20日有效。
根据2016年1月1日起执行的《国家发展改革委关于改善完善高铁动车组旅客票价的政策通知》，自2017年4月21日起，调整运行于杭深线的时速200-250公里的动车组车票票价。根据铁总官方发布的公告，厦深铁路运行的大部分动车组列车一等座涨幅最高超50%，二等座涨幅16%-20%，同时有少量上行运行车次下调票价。此次票价优化调整后，旅客乘坐动车出行在旅行时间和票价方面仍具有一定优势，而且有利于改善公司的经营状况，不断更新改进服务设施和条件，为旅客创造更好的旅行环境。
2021年4月10日起，配合厦深铁路提高最高运营时速，票价再次作出相应调整。

## 客流量
厦深铁路开通后，因高性价比的特点，导致每天的上座率几近100%，也抢走了超4成公路客流。每逢节假日，厦深铁路沿线列车车票基本上会出现“一票难求”的局面。但自从加价后，客流量则有所减少，一票难求只会在节日高峰时出现。截止至2017年9月25日，厦深铁路安排开行101对列车，累计载客量已经超过5300万人次。

## 餐飲
开通初期時只販售一款台灣卤肉便當可供選擇，售價人民幣38元，一杯奶茶則需30元，因價格昂貴，不少旅客大罵「坑人」。对此，铁路部门于2015年1月1日施行的《铁路旅客运输服务质量规范》规定，餐车供应品种必须多样。要有高、中、低不同价位的预包装饮用水及盒饭等旅行食品。2元预包装饮用水和15元盒饭不断供。尊重外籍旅客和少数民族的饮食习惯。盒饭以冷链为主，热链为辅，常温链仅做应急备用，有清真餐食。

## 工程事件
2012年12月6日，《南方周末》刊出自称是厦深铁路建筑商的爆料，指厦深铁路钢梁偷工减料。文中指出了偷工减料的方法为“按设计标准，长32.6米的钢梁应使用钢材约65吨，但经过“优化”、“节约”，每片可少用4.3吨钢材。”文章後來在官方網站中被刪除。

## 外部連結
- 铁道第四勘察设计院：厦门至深圳铁路环境影响报告书[永久]